# Loi no 5651 en Turquie

La loi no 5651, aussi appelée loi sur la réglementation des émissions via Internet et la prévention des crimes commis par le biais de telles émissions, est la loi turque régissant le droit de l'internet dans ce pays. Adoptée en 2007, elle a fait l'objet au cours de son existence de plusieurs amendements controversés en matière de droit à la liberté d'expression, notamment lorsque ceux-ci visent à exercer la censure sur des sites populaires. Au 20 mars 2016,  67 818 sites auraient été bloqués, dont YouTube, Vimeo, Twitter, Dailymotion, Blogger, WordPress. Et le 29 mai 2017, cʼest lʼencyclopédie en ligne Wikipédia en turc qui est bloquée sur tout le territoire.

## Amendements
Le 20 février 2014, un premier amendement impose aux  fournisseurs d'accès à Internet de se constituer en association (article 6/A), de conserver pendant deux ans les données d'accès des utilisateurs, et prévoit la possibilité pour l'autorité administrative de bloquer des sites sans décision judiciaire en cas d'allégation d'atteinte à la vie privée,. 
L'amendement est abrogé par un nouvel amendement le 26 février 2014.
Le 10 septembre 2014, le gouvernement turc fait voter un amendement permettant le blocage de sites internet sans décision préalable de justice afin de garantir « la sécurité nationale, la restauration de l'ordre public, ou pour empêcher un crime d'être commis ». Cet amendement fait suite à une censure du site Twitter initiée par la présidence des télécommunications et des communications le 20 mars 2014, pour répondre aux critiques formulées par le gouvernement contre le site. L'interdiction fait l'objet d'un recours devant la Cour européenne des droits de l'homme, et devant la juridiction turque. Elle est jugée inconstitutionnelle le 2 avril 2014 par la Cour constitutionnelle turque faute de base légale. Un autre arrêt de la Cour constitutionnelle juge de la même façon que le blocage du site Youtube est inconstitutionnel (décision 2014/4705 du 29 mai 2014). L'amendement, qui vise à donner une base légale à ces blocages, est à son tour jugé inconstitutionnel le 20 octobre 2014, car violant les articles 26, 27, 40 et 67 de la Constitution turque, tout comme les deux amendements précédents.
Le 19 janvier 2015, un nouvel amendement est proposé. Il prévoit dans un nouvel article « 8/A » la possibilité de faire retirer du contenu ou bloquer des sites, la décision devant être appliquée dans un délai de 4 heures par les fournisseurs d'accès à Internet sous peine d'amendes lourdes, et présentée pour validation a posteriori dans les 24 heures à un juge, lequel a 48 heures pour se prononcer. Les motifs de ces interdictions énumérés par le texte de loi initial recouvrent « l'incitation au suicide, les abus sexuels sur enfants, la promotion de l'utilisation des drogues, l'obscénité, la prostitution, les paris d'argent, la fourniture de drogues mettant en jeu la santé et les crimes contre la mémoire du fondateur de la République turque ». L'article 8/A y ajoute d'autre motifs plus larges tels que le droit à la vie, la sécurité de la vie et de la propriété privée, la protection de la sécurité nationale et de l'ordre public, la prévention des crimes ou la protection de la santé publique . C'est en vertu de ce texte que l'accès à toutes les versions linguistiques de Wikipédia fut fermé entre le 29 avril 2017 et le 15 janvier 2020, la décision administrative étant suivie dans les 24 heures d'un jugement validant cette fermeture,,. 